# Le Samyn des Dames 2013
La 2e édition du Samyn des Dames a lieu le 27 février 2013. Elle fait partie du calendrier international féminin UCI 2013 en catégorie 1.2 et constitue une des manches de la Lotto Cycling Cup pour Dames 2013. Elle se déroule en même temps que l'épreuve masculine. La course est remportée par la Néerlandaise Eleonora van Dijk.

## Récit de la course
Ellen van Dijk part seule à 35 km du but dans une partie montante et pavée. Une chute dans le peloton perturbe la poursuite. Elisa Longo Borghini et Emma Johansson parviennent plus tard à amorcer une poursuite. Shelley Olds les rejoint ensuite. Malgré leur effort, l'avance de la Néerlandaise grandit. Elle coupe finalement la ligne avec trois minutes d'avance sur le groupe de poursuite.

## Classement final
| \| Classement général \| Classement général \| Classement général \| Classement général \| Classement général \| \| Coureuse \| Coureuse \| Pays \| Équipe \| Temps \| \| ------------------ \| -------------------- \| ------------------ \| --------------------- \| ------------------ \| \| 1re \| Ellen van Dijk \| Pays-Bas \| Specialized-Lululemon \| 3 h 10 min 22 s \| \| 2e \| Shelley Olds \| États-Unis \| Tibco-To the Top \| + 3 min 16 s \| \| 3e \| Emma Johansson \| Suède \| Orica-AIS \| + 3 min 16 s \| \| 4e \| Elisa Longo Borghini \| Italie \| Hitec Products UCK \| + 3 min 16 s \| \| 5e \| Tiffany Cromwell \| Australie \| Orica-AIS \| + 4 min 18 s \| \| 6e \| Anna van der Breggen \| Pays-Bas \| Sengers \| + 4 min 18 s \| \| 7e \| Adrie Visser \| Pays-Bas \| Boels Dolmans \| + 4 min 18 s \| \| 8e \| Claudia Häusler \| Allemagne \| Tibco-To the Top \| + 4 min 18 s \| \| 9e \| Sofie De Vuyst \| Belgique \| Sengers \| + 4 min 18 s \| \| 10e \| Emily Collins \| Nouvelle-Zélande \| Wiggle Honda \| + 4 min 18 s \| |                      |                  |                       |                 |
| |                      |                  |                       |                 |
| Source : ProCyclingStats |                      |                  |                       |                 |
| Classement général |                      |                  |                       |                 |
| Coureuse | Coureuse             | Pays             | Équipe                | Temps           |
| 1re | Ellen van Dijk       | Pays-Bas         | Specialized-Lululemon | 3 h 10 min 22 s |
| 2e | Shelley Olds         | États-Unis       | Tibco-To the Top      | + 3 min 16 s    |
| 3e | Emma Johansson       | Suède            | Orica-AIS             | + 3 min 16 s    |
| 4e | Elisa Longo Borghini | Italie           | Hitec Products UCK    | + 3 min 16 s    |
| 5e | Tiffany Cromwell     | Australie        | Orica-AIS             | + 4 min 18 s    |
| 6e | Anna van der Breggen | Pays-Bas         | Sengers               | + 4 min 18 s    |
| 7e | Adrie Visser         | Pays-Bas         | Boels Dolmans         | + 4 min 18 s    |
| 8e | Claudia Häusler      | Allemagne        | Tibco-To the Top      | + 4 min 18 s    |
| 9e | Sofie De Vuyst       | Belgique         | Sengers               | + 4 min 18 s    |
| 10e | Emily Collins        | Nouvelle-Zélande | Wiggle Honda          | + 4 min 18 s    |